# 松本与右衛門

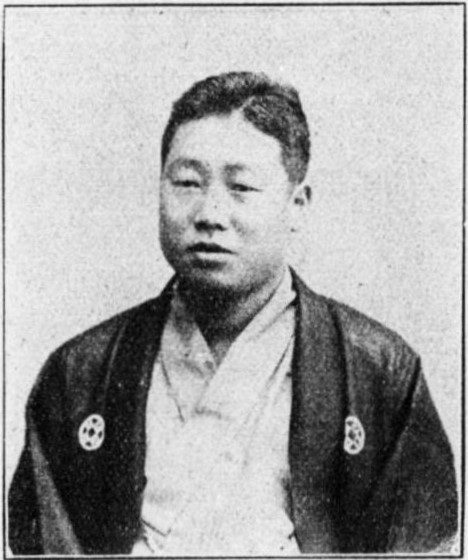
松本与右衛門

松本 与右衛門（與右衞門、まつもと ようえもん、1868年4月10日（明治元年3月18日）- 1920年（大正9年）8月10日）は、明治から大正期の酒造家、実業家、政治家。衆議院議員。

## 経歴
陸奥国胆沢郡塩竃村（岩手県胆沢郡水沢町、水沢市を経て現奥州市水沢中上野町）で、庄屋・松本元助、きさ の長男として生まれた。1888年（明治21年）明治法律学校（現明治大学）に入学した。
1889年（明治22年）帰郷して条約改正反対運動を進めた。その後、岩手自由青年会を組織して幹事に就任。1897年（明治30年）憲政党岩手支部幹事となる。また、胆沢郡会議員、水沢町会議員、岩手県会議員にも在任した。
1902年（明治35年）8月、第7回衆議院議員総選挙（岩手県郡部、立憲政友会）で当選し、1903年（明治36年）3月、第8回総選挙（岩手県郡部、立憲政友会）でも再選され、衆議院議員に連続2期在任した。
実業界では酒造業を営み、水沢銀行重役、胆江倉庫重役、岩手県農工銀行監査役、水沢貯蓄銀行監査役、胆江酒造組合長などを務めた。